# Tingsha
Tingsha, o ting-sha (en tibetà ཏིང་ཤགས་, i en transliteració Wylie ting-shags) són petits címbals utilitzats en oracions i rituals pels practicants budistes tibetans. Dos címbals estan units per una corretja o cadena de cuir. Els címbals es colpegen produint un to clar i agut. Les mides típiques oscil·len entre 6 i 10 cm de diàmetre. Els tingsha són molt gruixuts i produeixen un to de timbre llarg i únic. Els tingsha antics estaven fets d'aliatges de bronze especials que produeixen sobretons harmònics.

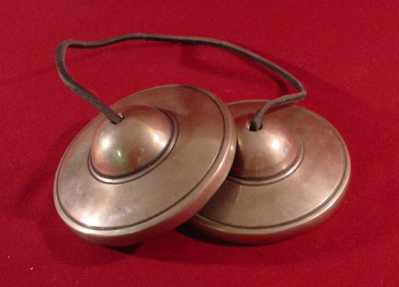
Tingsha

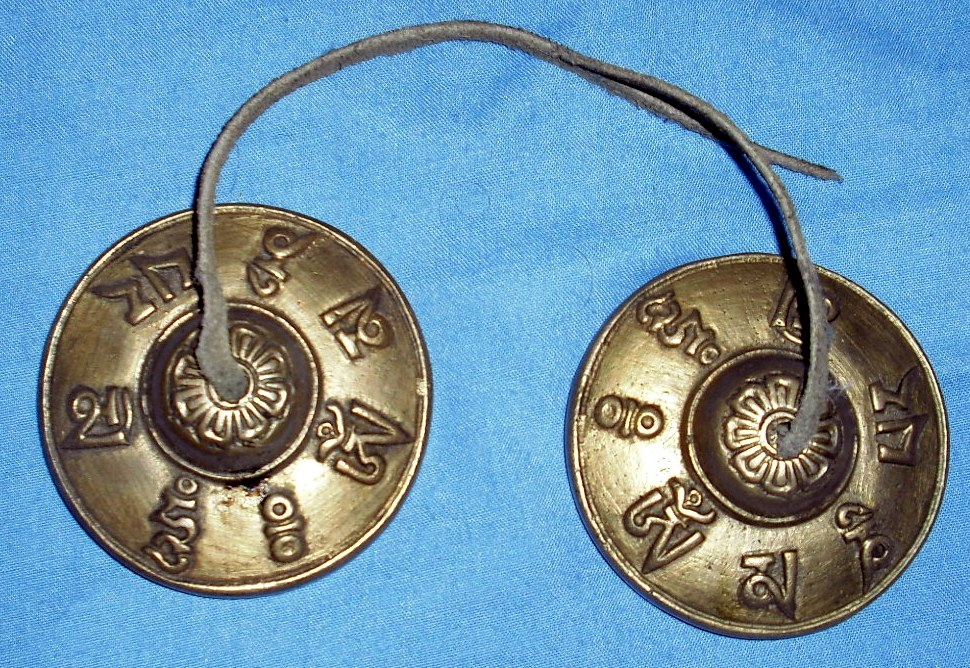
Campanes tingsha tibetanes amb el mantra Om Mani Padme Hung escrit al seu voltant

Al llarg dels segles, els tingsha han evolucionat tant en el disseny com en l’ús. Originalment, eren címbals senzills, sense adorns, fets amb aliatges metàl·lics i destinats a ús ritual funcional. Tanmateix, a mesura que la seva significació espiritual creixia, també ho feia el nivell d’artesania. Els artesans van començar a gravar-hi símbols intricats, com mantres o dissenys auspiciosos, que en van potenciar el valor espiritual. L’ús d’aliatges metàl·lics d’alta qualitat, com el bronze o el llautó, es va tornar habitual, millorant tant la durabilitat com la qualitat sonora dels tingsha. Pel que fa a la seva funció, tot i que tradicionalment s’utilitzaven exclusivament en contextos religiosos, amb el temps han ampliat el seu paper a pràctiques de benestar i sanació.
Aquest instrument prové de les tradicions tibetanes i himalaianes, on s’utilitzaven per invocar presències espirituals i eliminar energies negatives. El seu disseny representa la unió de la saviesa i la compassió, valors centrals del budisme tibetà.
S'acostumen a construir a mà amb una combinació de set metalls (or, plata, coure, ferro, mercuri, estany, zinc i plom), cadascun vinculat a un planeta i dia de la setmana. La freqüència amb què vibren pot arribar a ser superior als 2000 Hz, que poden harmonitzar amb la freqüència del cos humà. I el seu disseny pot incloure gravats com el mantra Om Mani Padme Hum o els vuit símbols auspiciosos del budisme tibetà.
Actualment, són usats en pràctiques de mindfulness, ioga i teràpies holístiques, sobretot per terapeutes sonors per alleujar l’estrès, l’ansietat i afavorir la relaxació profunda.